# Radoviš
Radoviš (makedonski: Радовиш) je grad na jugoistoku Republike Makedonije sa 16 223 stanovnika na padinama planine Plačkovice.
Sjedište je istoimene Općine Radoviš, koja ima 28 244 stanovnika (po popisu iz 2002.).

## Povijest
Po dolasku Slavena, za vladavine kralja Samuila Radoviš je postao, vjerski i trgovački centar regije - Konče.
Ime mjesta prvi put se spominje za bizantskog cara Bazilija II. (1019.)
U XIV st. po slomu bizantskog carstva Radoviš je podpao pod vlast srpskih despota, (1361.) - Stefana Uroša V.
Za Otomanske vladavine u XVII st. bio je pod upravnom vlašću Ćustendilskog sandžaka, i podpadao pod Ćustendilsku eparhiju, u to vrijeme imao je između 3 000 do 4 000 stanovnika.

## Stanovništvo
Po popisu stanovništa iz 2002. gradić Radoviš imao je 16 223 stanovnika, a njihov etnički sastav bio je sljedeći:
| Nacionalnost | Ukupno          |
| Makedonci    | 13 991 (86,24%) |
| Turci        | 1 927           |
| Romi         | 181             |
| Srbi         | 60              |
| Vlasi        | 20              |
| ostali       | 44              |

## Zemljopisne odlike
Radoviš leži na sjevernom dijelu Strumičke doline, u gornjem dijelu toka Radoviške reke.
Sjeverni dio Općine Radoviš prostire se po planini Plačkovica, južni dio po planini Smrdešnik, sjeverozapadni dio Općine je blago valoviti teren koji se zove Jurukluk ili Damjansko pole, a na jugoistoku se nalazi aluvijalna dolina Radoviške reke.
Radoviš je udaljen 120 km od Skopja, 280 km od Ohrida, 120 km od Soluna.

## Vjerske zajednice
Stanovnici općine Radoviš većinom su kršćani (pravoslavci, evangelici i katolici), ali postoji i mala islamska zajednica (etnički turci sa svojim brojnim selima u okolici). Gradić Radoviš ima brojne sakralne objekte;  pravoslavne crkve ; Sv.Trojstva, Sv.Ilije, i samostane Sv. Arhanđel Mihail, Sv. Pantaleon i St. Georgi. U županiji djeluju i dvije metodističke crkve, kao i jedna baptististička uz dvije islamske mošeje.

## Vanjske poveznice
- Službene stranice grada Radoviša
- Radoviš Online  Arhivirana inačica izvorne stranice od 6. ožujka 2021. (Wayback Machine) (engl.)
- Makedonska općina Radoviš

### Ostali projekti
|  | Zajednički poslužitelj ima još gradiva o temi Radoviš |